# Клебан-Бык (посёлок)
Кле́бан-Бык (укр. Клебан-Бик) — посёлок в Константиновском районе Донецкой области Украины.
Население по переписи 2001 года составляло 468 человек. Почтовый индекс — 85150. Телефонный код — 6272.

## Местный совет
85150, Донецкая область, Константиновский район, с.Катериновка, ул.Кирова, 27